# Phelsuma grandis
Phelsuma grandis là một loài thằn lằn trong họ Gekkonidae. Loài này được Gray mô tả khoa học đầu tiên năm 1870.
Những con tắc kè này là một phần của nhóm Phelsuma, bao gồm hơn 70 loài và phân loài. Chúng thường được gọi là tắc kè khổng lồ Madagascar, do kích thước lớn của chúng. Chúng có nguồn gốc từ các khu rừng nhiệt đới và cận nhiệt đới ở phía bắc Madagascar, nhưng đã được đưa vào một số vùng cận nhiệt đới khác ngoài phạm vi của chúng. P. grandis ăn các động vật không xương sống, động vật có xương sống và động vật có vú rất nhỏ.

## Phân loại
Tên gọi chung của nó là một phiên bản La tinh hóa của tên cuối cùng của bác sĩ người Hà Lan Murk van Phelsum. Tên gọi grandis của nó là Latin nghĩa là "lớn".
Danh pháp khoa học Phelsuma grandis được Gray 1870 mô tả đã được tăng lên từ trạng thái phân loài (P. madagascariensis grandis) của Raxworthy et al. Trong năm 2007, theo mô hình môi trường môi trường cho thấy sự khác biệt đáng kể và đáng tin cậy giữa nó và các thành viên khác của P. madagascariensis-clade. Độ cao này sau đó đã nhận được sự hỗ trợ phân tử tiếp theo. P. grandis còn có các từ đồng nghĩa cơ sở Phelsuma madagascariensis venusta Mertens, 1964 và Phelsuma madagascariensis notissima Mertens, 1970 (fide Meier, 1982). Tên gọi chung, được thêm vào tên được chấp nhận hiện nay, được cho là tắc kè khổng lồ Madagascar hoặc các biến thể như Tắc kè ngày khổng lồ.

## Hình ảnh

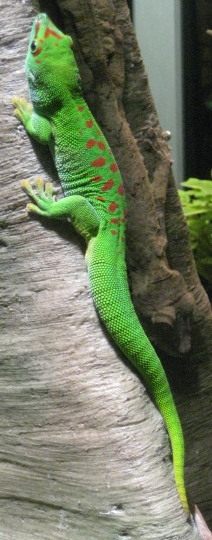
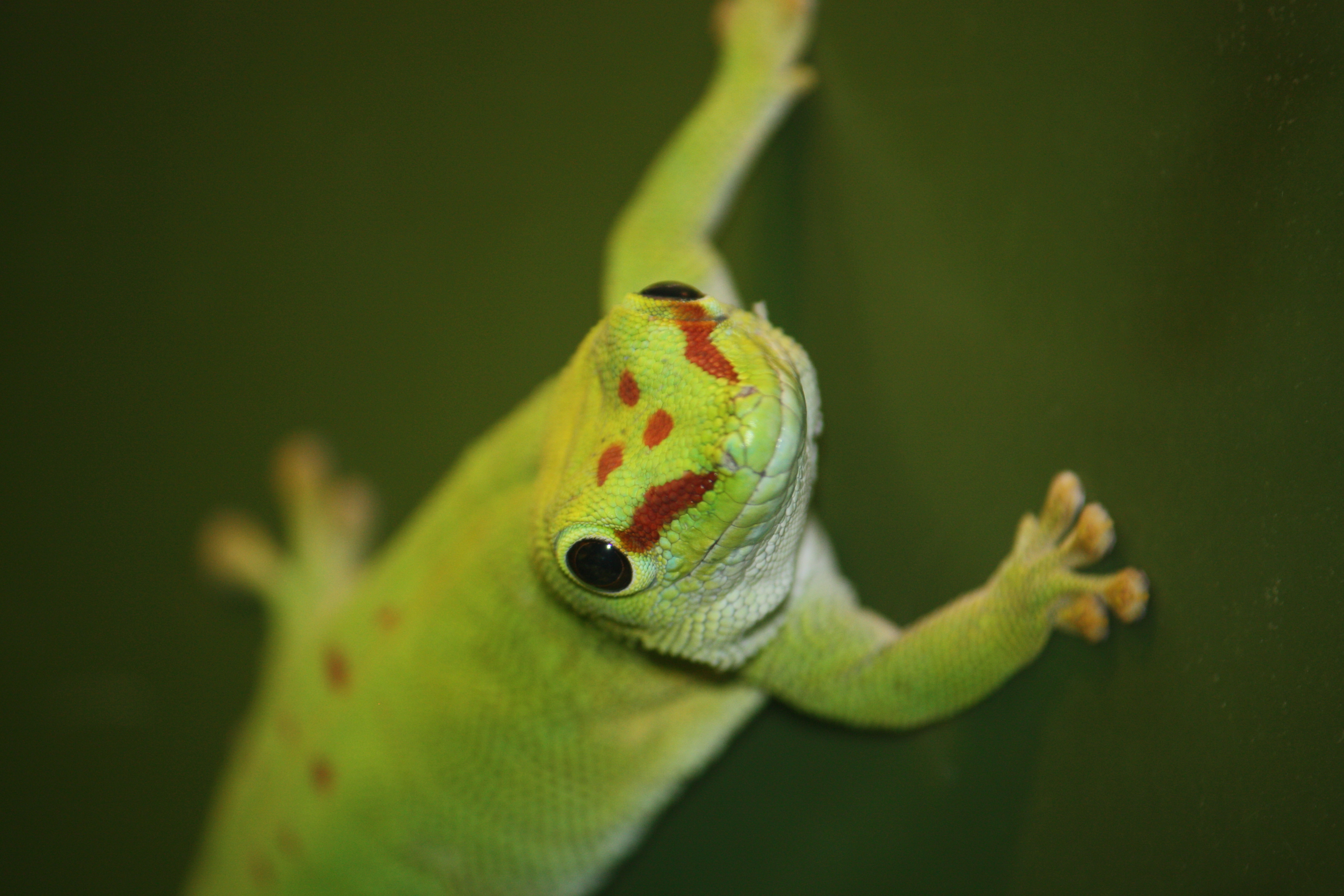
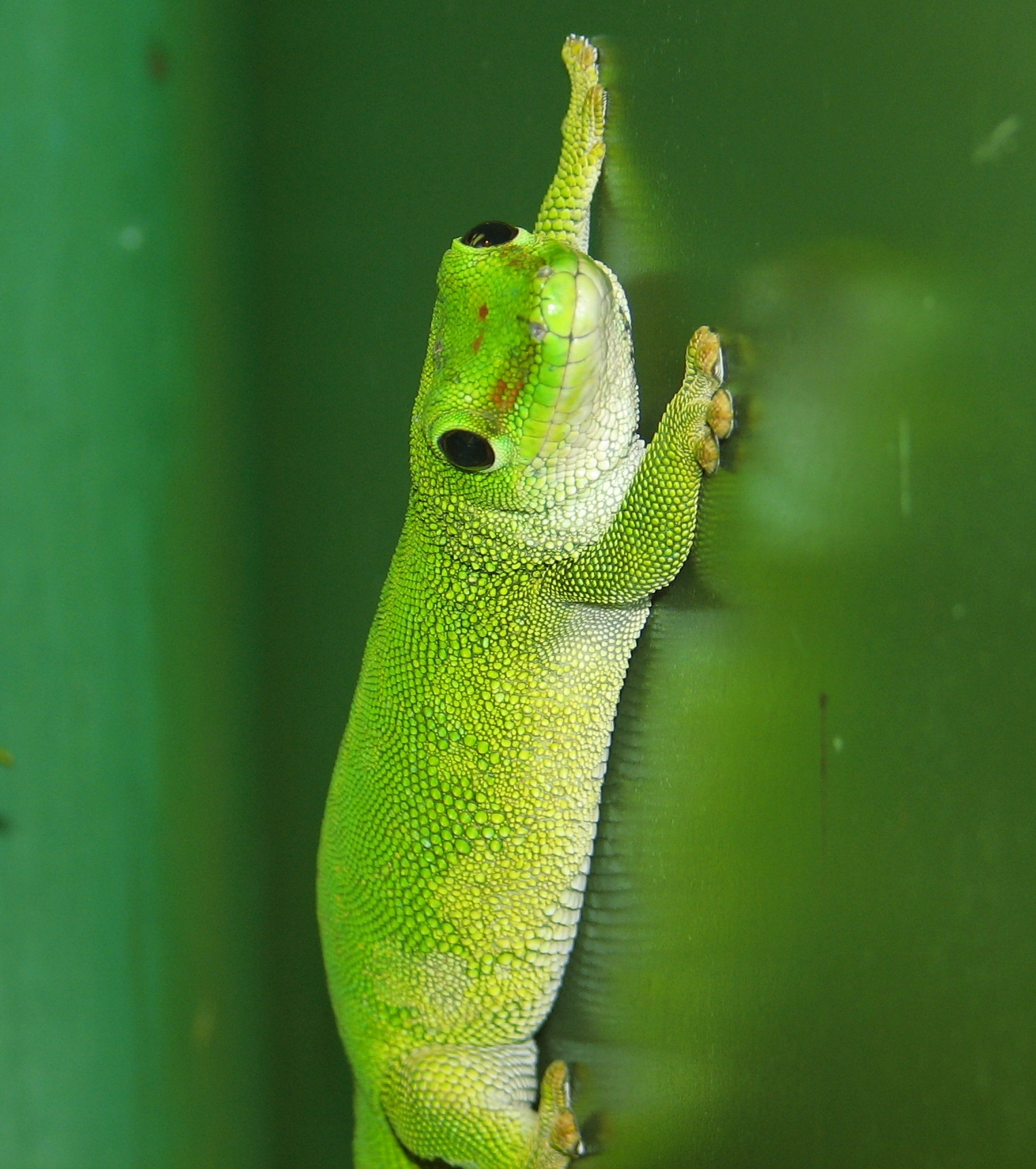
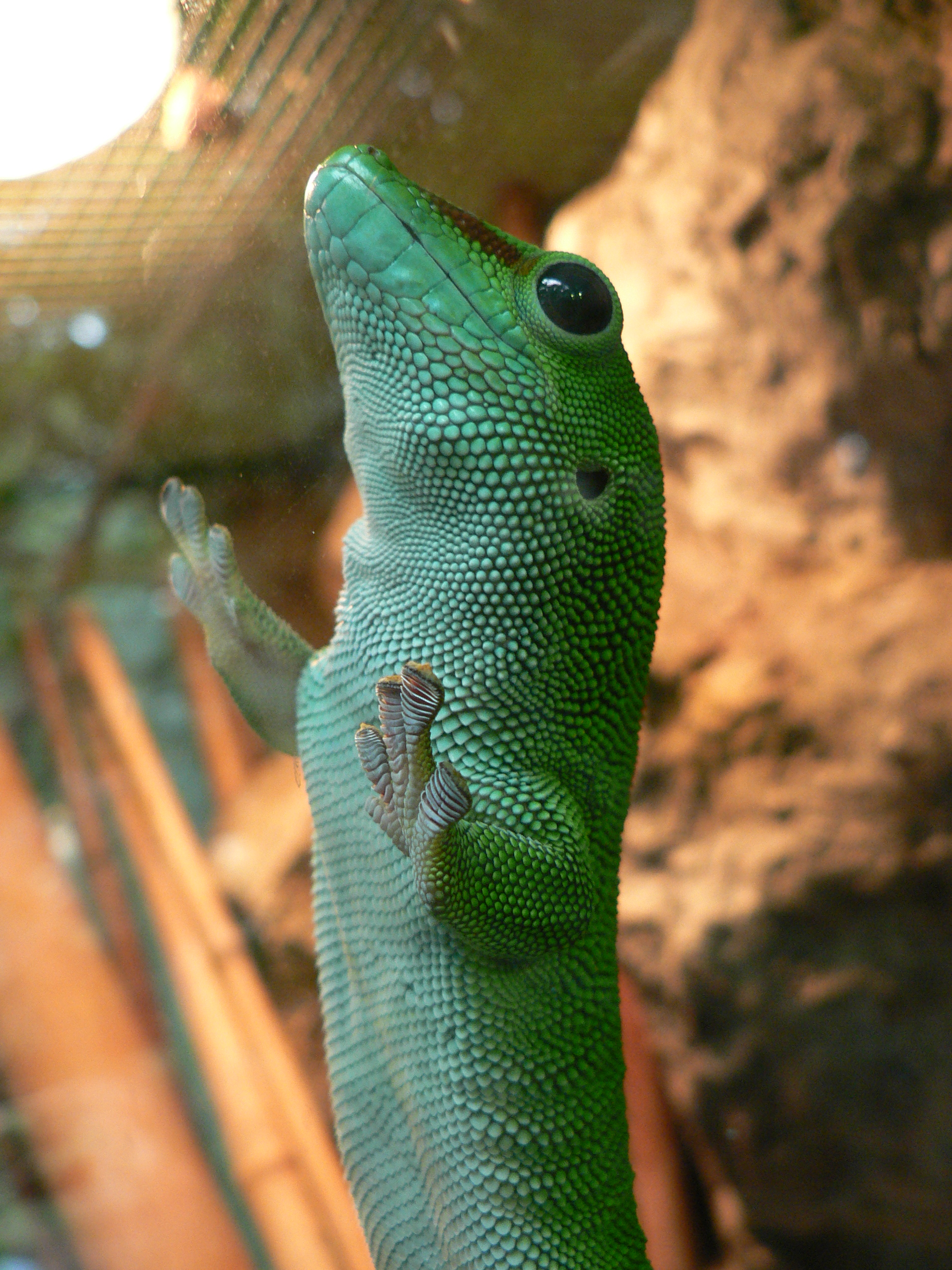